# 黃磊生
黃磊生（1928年9月29日—2011年7月25日），廣東省台山縣人，嶺南畫派水墨畫畫家，為趙少昂入室弟子，擅長山水、花鳥、人物、走獸及蟲魚。

## 生平
黃磊生初學西畫，後專攻中國水墨畫50年，為嶺南畫派第三代代表之一，1928年出生於廣東台山，自幼受母親影響喜愛書畫古籍。19歲時遷居香港，因父逝而須教畫維生，同時求學；於1949年拜趙少昂為師，1954年於香港創辦國風藝苑，1955年擔任香港聖大衛英文書院、南華書院、麗澤中學及仿林中學美術教師，1957年獲日本「亞洲青年畫展」水墨畫首獎及美國「費里斯曼」藝術獎金。1960年移居美國，於舊金山繼續開辦國風藝苑 ，旅美期間並於美國、加拿大講學並舉辦畫展。:2121961年致贈美國故總統約翰·甘迺迪「殖拓蟾宮」畫作，1977年贈加拿大總理皮埃爾·杜魯道「和平圖」，以藝術從事國民外交。
1980年黃磊生定居台灣，1983年於中國文化大學美術系擔任教師直到退休，並在1984年創辦「三石畫會」，呼應其名諱中的「磊」字。 黃曾獲中興文藝獎章，並先後擔任台灣省立美術舘、亞太地區美展、全國美展等機構的國畫評審委員；作品在世界各地展出，亦為各國美術館所收藏。
自1987年起，海峽兩岸開放交流，黃磊生多次帶領學生至中國各地遊歷並創作，晚年致力於兩岸文化藝術交流工作。
2011年7月25日因腦溢血病逝於臺北榮民總醫院。同年9月10日，遺屬假臺北市第二殯儀館舉辦告別式，由總統馬英九明令褒揚，全文如下：

　　華裔美籍資深藝術家黃磊生，宿慧高華，熙怡果毅。少歲師承名門，潛心中西畫作，浸淫古典繪籍，展驥淬鍊，頭角崢嶸。先後執教香港、美國、加拿大等知名院校，籌組東方藝術協會，興設國風藝苑，弘宣中華文化，厚植國民外交，潤色鴻業，顯績揚聲。嗣返臺應聘中國文化大學教職，創立中華民國三石畫藝學會，開辦國際大型個展，編纂繪畫技法專書，宗匠陶鈞，澤沾棫樸；鴻猷健筆，妙悟薪傳。尤以《黃磊生畫荷專輯》、《黃磊生牡丹花畫集》暨《黃磊生畫集》等佳品，構圖精微朗暢，筆觸輕快淋漓，運斤成風，意趣自然；掞天凌雲，已臻化境，實迺嶺南畫派泰斗。曾獲頒亞洲第一屆青年畫展優異獎、國畫首獎暨美國費里斯曼藝術獎金等殊榮，藝壓當行，照映海宇。綜其生平，揮毫染翰，詠嘆生命之謳歌；奇技雅藝，付託鍾愛於丹青，勛華雋譽，彤史昭垂。遽聞捐館，悼惜彌殷，應予明令褒揚，用示政府篤念耆賢之至意。

總　　　統　馬英九　　　　

行政院院長　吳敦義　　　　

## 創作風格
黃磊生遊歷各地過程中，取材大自然，以寫生的手法累積作品，故舉凡花鳥、蟲魚、走獸 、山水皆能入畫，特別情鍾黃山，亦擅長展現山川的壯闊。  在傳統國畫基礎下，大膽地注入新技法，開創國畫活潑新樣貌。張大千評其畫「感覺清新怡悅，潑墨敷彩，有獨到之處」；日本藝評家植村鷹千代評其畫「高度發揮嶺南畫派對物象的感性與技法的特色，蘊藏著中國繪畫之精神的詩情派」。

## 外部連結
- 黃磊生——國風藝苑 （页面存档备份，存于）